# Stützite
La stützite est un minéral de la classe des sulfures. Il a été découvert en 1951 dans une mine de Sacaramb (Roumanie) et il a été nommé ainsi en l'honneur du minéralogiste autrichien Andreas Xavier Stütz (1747-1806),.

## Caractéristiques
La stützite est un minéral d'argent et de tellure, un tellurure de composition variable, non stœchiométrique (en), de formule chimique Ag5-xTe3 où x peut varier entre 0,24 et 0,36. Elle est de couleur gris plomb foncé et sa dureté est de 3,5 sur l'échelle de Mohs. Sa densité est de 8 à 8,18 g/cm³. Elle cristallise dans le système hexagonal, et se trouve habituellement de manière massive, compacte ou granulaire. Elle est chimiquement apparentée à l'empressite. Elle est utilisée comme minerai de tellure et d'argent.

## Classification
Selon la classification de Nickel-Strunz, la stützite appartient à la famille "02.BA: sulfures métalliques de rapport M:S > 1:1 (principalement 2:1) avec du cuivre, de l'argent et/ou de l'or" comprenant les minéraux suivants : chalcocite, djurléite, geerite, roxbyite, anilite, digénite, bornite, bellidoïte, berzélianite, athabascaïte, umangite, rickardite, weissite, acanthite, mckinstryite, stromeyerite, jalpaïte, sélénojalpaïte, eucaïrite, aguilarite, naumannite, cerveleléite, hessite, chenguodaïte, henryite, argyrodite, canfieldite, putzite, fischessérite, penzhinite, petrovskaïte, petzite, uytenbogaardtite, bezsmertnovite, bilibinskite et bogdanovite.

## Formation et gisements
Elle apparait comme un minéral secondaire en remplaçant dans des veines hydrothermales avec d'autres tellurures et sulfures. Elle est généralement associée à d'autres minéraux tels que la sylvanite, la hessite, l'altaïte, la petzite, l'empressite, le tellure, l'or, la galène, la sphalérite, la colusite, la tétraédrite, la tennantite et la pyrite.